# Smidtia antennalis
Smidtia antennalis là một loài ruồi trong họ Tachinidae.